# いつか (シドの曲)
「いつか」は、シドのメジャー9枚目のシングル。2011年9月28日にキューンレコードから発売された。

## 概要
前シングルからおよそ9ヶ月半ぶりのリリースであり、2011年第一弾シングルである。初回盤にはAとBタイプがあり、Aタイプには「dead stock TOUR 2011」のツアー前半の公演のMCが、Bタイプには同ツアーの後半の公演のMCが収録されたDVDが同梱されている。
シングル購入者特典で、『“SID’s VIP ROOM ～メンバーまであと○cm～”』が開催され、「全国6000名!を“シドの部屋”へご招待」と掲げ、「Thanks Giving TOUR 2011 for MEMBERS」に併せたスケジュールで各地を廻った。このシングルのCMは、スピードワゴンの井戸田潤が出演している。
このシングルから、表題曲のPVの撮影監督が変更されている。

## 収録内容
| 全作詞: マオ。 |                                                  |           |           |                        |      |
| #              | タイトル                                         | 作詞      | 作曲      | 編曲                   | 時間 |
| 1.             | 「いつか」(TBS系『CDTV』9月度オープニングテーマ) | マオ      | Shinji    | シド & 西平彰          | 4:51 |
| 2.             | 「秋風」                                         | マオ      | 御恵明希  | シド                   | 4:12 |
| 3.             | 「NO LDK (Live from 『dead stock TOUR 2011』)」  | マオ      | Shinji    | シド & Akira Nishihira | 3:35 |
| 合計時間:      | 合計時間:                                        | 合計時間: | 合計時間: | 12:38                  |      |

## 収録アルバム
1. いつか
  - 8th/3rdスタジオ・アルバム『M&W』
  - 2ndベスト・アルバム『SID ALL SINGLES BEST』
2. 秋風
  - 2ndカップリング・ベスト『Side B complete collection〜e.B 2〜』